# ラモーンズの激情
『ラモーンズの激情』（原題：Ramones）は、アメリカ合衆国のパンク・ロック・バンド、ラモーンズが1976年に発表した初のスタジオ・アルバム。

## 背景
ラモーンズは1975年末にサイアー・レコードとの契約を得て、ニューヨーク・パンクのシーンにおいてはパティ・スミスに続きレコード契約を得たアーティストとなった。そして、1976年2月のうち7日間で本作のレコーディングを行い、制作費はわずか6千4百ドルだったという。本作の曲順は、バンドの当時のセットリスト通りだが、プロデューサーのクレイグ・レオンは後年『ローリング・ストーン』誌において、ライヴ感を出すよりも「丹念に音を積み重ねて構築し、当時のスタジオのテクノロジーを最大限活用した」とコメントしている。
1曲目の「ブリッツクリーグ・バップ」は、本作に先駆けてバンドのデビュー・シングルとして発表された曲で、本作には別ヴァージョンが収録された。2001年のリマスターCDには、「ブリッツクリーグ・バップ」のシングル・ヴァージョンもボーナス・トラックとして追加収録されている。
本作で唯一のカヴァー曲「レッツ・ダンス」は、クリス・モンテスが1962年にシングル・ヒットさせた曲である。オリジナルLPのクレジットでは、「レッツ・ダンス」を除く全曲ともラモーンズ作と記載されていたが、後の再発盤では各曲の厳密なソングライターが記載されるようになった。
一部の曲ではプロデューサーのクレイグ・レオン、レコーディング・エンジニアのロブ・フリーマン、それにジョーイ・ラモーンの弟Mickey Leighがバッキング・ボーカルを担当したが、クレジットには明記されていない。この件に関してジョニー・ラモーンは「誰がバンドのメンバーで、誰が違うのか混乱を招かないようにした」とコメントしている。

## ジャケット
当初はビートルズのアルバム『ミート・ザ・ビートルズ』のデザインを模したジャケットが企画され、アルバム全体の制作費のうち3分の1近くに当たる2千ドルが投入されたが、このアイディアは没となった。最終的には『パンク』誌に掲載されていたロバータ・ベイリー撮影の写真が採用され、サイアー側は、この写真をわずか125ドルで買い取ったという。完成版のジャケットではジョニー・ラモーンが中指を立てているが、本人は後年「俺はこの写真が使われるなんて思ってもいなかったよ」と語っている。

## 反響
リリース当時は大きな成功に至らず、アメリカのBillboard 200では111位に終わり、リリースから1年で6千枚ほどしか売れなかった。また、「ブリッツクリーグ・バップ」、「アイ・ウォナ・ビー・ユア・ボーイフレンド」といったシングル曲もBillboard Hot 100入りしなかった。スウェーデンでは1976年9月7日付のアルバム・チャートで48位を記録した。
リリースから38年後の2014年4月30日、アメリカ国内で本作の売り上げが50万枚を突破し、RIAAによってゴールドディスクに認定された。

## 評価・影響
Stephen Thomas Erlewineはオールミュージックにおいて満点の5点を付け「ひたすらスピード、フック、お馬鹿さ、簡素さで成り立っている」「音作りは少々抑制的でクリーン過ぎるきらいもあり、彼らのライヴ・アルバムの信じ難いスピードと比べれば少々スローに聴こえるが、今なお輝かしいほど新鮮で、夢中になるほど楽しく響くことは紛れもない事実だ」と評している。また、ポール・ネルソンは1976年7月29日付の『ローリング・ストーン』誌において「彼らのファースト・アルバム『Ramones』を構築する要素の殆どは、ロックンロールが最初期から現在に至るまで経験したことがない、気分を浮き立たせるほど刺激的なリズム・トラックである」「先輩のニューヨーク・ドールズと同様、マンハッタンの音楽的ミニマリズムを提唱したラモーンズが、この現在においてどのように受け取られるかは未知数だ」と評している。
『ローリング・ストーン』誌が選出した「オールタイム・グレイテスト・アルバム500」では33位(2020年版では47位)、「オールタイム・ベスト・デビュー・アルバム100」では2位となった。ピッチフォーク・メディアのスタッフが選出した「1970年代のトップ100アルバム」では23位。
アメリカのパンク・ロック・バンド、スクリーチング・ウィーゼルは1993年、本作の全14曲をカヴァーしたLP『Ramones』を限定発売している。

## 収録曲
1. ブリッツクリーグ・バップ - "Blitzkrieg Bop" (Tommy Ramone, Dee Dee Ramone) - 2:13
2. ビート・オン・ザ・ブラット - "Beat on the Brat" (Joey Ramone) - 2:32
3. ジュディ・イズ・ア・パンク - "Judy Is a Punk" (Joey Ramone) - 1:32
4. アイ・ウォナ・ビー・ユア・ボーイフレンド - "I Wanna Be Your Boyfriend" (Tommy Ramone) - 2:24
5. チェイン・ソウ - "Chain Saw" (Joey Ramone) - 1:56
6. スニッフ・サム・グルー - "Now I Wanna Sniff Some Glue" (Dee Dee Ramone) - 1:36
7. ダウン・トゥ・ザ・ベイスメント - "I Don't Wanna Go Down to the Basement" (Dee Dee Ramone, Johnny Ramone) - 2:40
8. ラウドマウス - "Loudmouth" (Dee Dee Ramone, Johnny Ramone) - 2:15
9. ハヴァナ・アフェアー - "Havana Affair" (Dee Dee Ramone, Johnny Ramone) - 1:57
10. リッスン・トゥ・マイ・ハート - "Listen to My Heart" (Dee Dee Ramone) - 1:58
11. 53rd & 3rd - "53rd & 3rd" (Dee Dee Ramone) - 2:21
12. レッツ・ダンス - "Let's Dance" (Jim Lee) - 1:52
13. ウォーク・アラウンド・ウィズ・ユー - "I Don't Wanna Walk Around with You" (Dee Dee Ramone) - 1:43
14. トゥモロウ・ザ・ワールド - "Today Your Love, Tomorrow the World" (Dee Dee Ramone) - 2:17

### リマスターCDボーナス・トラック
1. アイ・ウォナ・ビー・ユア・ボーイフレンド（デモ） - "I Wanna Be Your Boyfriend (demo)" (Tommy Ramone) - 3:02
2. ジュディ・イズ・ア・パンク（デモ） - "Judy Is a Punk (demo)" (Joey Ramone) - 1:36
3. アイ・ドント・ケアー（デモ） - "I Don't Care (demo)" (Ramones) - 1:55
4. アイ・キャント・ビー（デモ） - "I Can't Be (demo)" (Ramones) - 1:56
5. スニッフ・サム・グルー（デモ） - "Now I Wanna Sniff Some Glue (demo)" (Dee Dee Ramone) - 1:42
6. ドント・ウォナ・ビー・ラーンド/ドント・ウォナ・ビー・テイムド（デモ） - "I Don't Wanna Be Learned/I Don't Wanna Be Tamed (demo)" (Ramones) - 1:05
7. ネヴァー・オープンド・ザット・ドアー（デモ） - "You Should Never Have Opened That Door (demo)" (Dee Dee Ramone, Johnny Ramone) - 1:54
8. ブリッツクリーグ・バップ（シングル・ヴァージョン） - "Blitzkrieg Bop (single version)" (Tommy Ramone, Dee Dee Ramone) - 2:12

## 参加ミュージシャン
- ジョーイ・ラモーン - ボーカル
- ジョニー・ラモーン - ギター
- ディー・ディー・ラモーン - ベース
- トミー・ラモーン - ドラムス

アディショナル・ミュージシャン
- クレイグ・レオン - バッキング・ボーカル
- ロブ・フリーマン - バッキング・ボーカル
- Mickey Leigh - バッキング・ボーカル